# 東乙彦
東 乙彦（ひがし おとひこ、1870年8月5日（明治3年7月9日） - 1936年（昭和11年）10月13日）は、日本の陸軍軍人。最終階級は陸軍中将。

## 生涯
- 1870年（明治3年）山口県の東文吾の次男として生まれる[2]
- 1893年（明治26年）陸軍士官学校卒業
- 1894年（明治27年）陸軍砲兵少尉に任命される
- 1897年（明治30年）陸軍大学校へ入学する
- 1900年（明治33年）陸軍大学校を第14期生として卒業する
- 1907年（明治40年）陸軍砲兵中佐に任命される
- 1908年（明治41年）英国大使館附武官となる
- 1910年（明治43年）参謀本部附となる
- 1911年（明治44年）野砲兵第8聯隊隊長となる
- 1913年（大正2年）陸軍砲兵大佐に任命される
- 1915年（大正4年）第4師団参謀長の補佐となる
- 1917年（大正6年）陸軍少将・基隆要塞司令官となる
- 1918年（大正7年）台湾総督府陸軍参謀長、支那公使館附武官となる
- 1922年（大正11年）陸軍中将・下関要塞司令官となる
- 1923年（大正12年）待命・予備役
- 1933年（昭和8年）後備役
- 1936年（昭和11年）死去、享年66歳

## 栄典
- 1894年（明治27年）5月1日 - 正八位[3]
- 1922年（大正11年）9月11日 - 従四位[4]

## 家族
- 妻：貞子 - 関義臣の次女[5]
- 養子：義胤 - 関義臣の三男、帝都高速度交通営団理事[5]